# Deportivo Petare
Deportivo Petare Futbol Club, fram till 2010 kallad Deportivo Italia Futbol Club, är en fotbollsklubb från Venezuela som kommer från Caracas. 

Klubben bildades 1948 och slogs ihop med Deportivo Chacao FC femtio år senare, 1998. Klubben har vunnit ligan i Venezuela fem gånger och Copa de Venezuela 3 gånger. Klubben spelar på Estadio Olimpico som tar 30 000 åskådare.